# 寒漬け
寒漬け（かんづけ）は、山口県阿知須町（現・山口市）や熊本県葦北郡・水俣市の郷土料理。ダイコンの漬物の1種である。

## 概要
生のダイコンを天日干しし、その後に塩漬けしてから更に干した漬物である。
阿知須町の場合は、塩漬けには海水を用いる。
沢庵漬けと比べた場合には、塩分が高く、歯ごたえがある。
山口県では寒漬け用に下処理した干し大根の市販を行われており、家庭で醤油や味醂、砂糖などで調味液を作って漬けることも行われている。阿知須町では飯の友としてはもちろんのこと、酒の肴、カレーライスに添える福神漬け代わりに、お茶請け、巻き寿司の具にと様々に食されている。